# Maria Lacerda de Moura
Maria Lacerda de Moura (Manhuaçu, 16 de maio de 1887 — Rio de Janeiro, 20 de março de 1945) foi uma professora, escritora, anarquista e feminista brasileira. Filha de pais espíritas e anticlericais, cresceu na cidade de Barbacena, no interior de Minas Gerais, onde formou-se professora pela Escola Normal Municipal de Barbacena e participou dos esforços oficiais para enfrentar a questão social através de campanhas nacionais de alfabetização e reformas educacionais.
Começou a publicar crônicas em um jornal local em 1912 e em 1918 publicou seu primeiro livro, Em torno da educação, constituído de crônicas e conferências que realizou em Barbacena sobre o tema. A partir daí, estabeleceu contatos com jornalistas e escritores de Belo Horizonte, São Paulo, Santos e Rio de Janeiro. Nesse período, conheceu José Oiticica e teve contato com as ideias pedagógicas renovadoras da médica feminista Maria Montessori e dos pedagogos anarquistas Paul Robin, Sebastien Faure e Francisco Ferrer y Guardia. Mudou-se para São Paulo em 1921, aos 34 anos, e lá teve seus contatos com o movimento associativo feminino e o movimento operário da época. Chegou a colaborar com a feminista Bertha Lutz e presidiu a Federação Internacional Feminina. Em 1922, rompeu com os movimentos associativos feministas, fundamentalmente preocupados com o sufrágio feminino, pois entendia que a luta pelo direito de voto respondia a uma parcela muito limitada das necessidades femininas. Colaborou assiduamente com a imprensa operária e progressista de São Paulo e em 1923 lançou a revista Renascença.
Entre 1928 e 1937, viveu em uma comunidade agrícola em Guararema, no interior de São Paulo, formada por anarquistas individualistas e desertores espanhóis, franceses e italianos da Primeira Guerra Mundial. Foi o período de sua vida em que mais produziu e atuou, colaborando semanalmente no jornal O Combate de São Paulo, onde estabeleceu a polêmica de maior repercussão com a imprensa fascista local; pronunciou as conferências no Uruguai e na Argentina, a convite de instituições educacionais antifascistas; teve o encontro com Luiz Carlos Prestes, exilado em Buenos Aires; fez conferências pacifistas e desencadeou a campanha antifascista em São Paulo, Santos, Campinas e Sorocaba. A comunidade de Guararema foi desarticulada com repressão política durante o Estado Novo. Em 1938, Maria Lacerda mudou-se para o Rio de Janeiro, onde trabalhou na Rádio Mayrink Veiga lendo horóscopos. Faleceu em 20 de março de 1945.
Considerada uma das pioneiras do feminismo no Brasil, tratou em sua obra de temas como a condição feminina, amor livre, direito ao prazer sexual, divórcio, maternidade consciente, prostituição, combate ao clericalismo, ao fascismo e ao militarismo, e estabeleceu uma articulação entre o problema da emancipação feminina e a luta pela emancipação do indivíduo no capitalismo industrial. Suas posições, bastante avançadas para a época, compartilham muitos aspectos similares àquelas das feministas da década de 1960.

## Biografia

### Primeiros anos
Maria Lacerda de Moura nasceu em 1887, na fazenda Monte Alverne, em Manhuaçu, na então província de Minas Gerais. Em 1891, aos 4 anos de idade, mudou-se com seus pais e irmãos para a cidade de Barbacena, onde o seu pai conquistou um cargo como oficial no Cartório de Órfãos, enquanto a mãe dedicava-se à produção de doces. Começou seus estudos no externato administrado por freiras no Asilo de Órfãos da cidade e, aos 12 anos, matriculou-se na Escola Normal Municipal de Barbacena.
Sua família professava o espiritismo e adotava posições anticlericais, motivo pelo qual "recebeu o tratamento de minoria perigosa que os bispos mineiros reservavam para os protestantes e os espiritualistas de várias tendências". Segundo Miriam Lichfitz Moreira Leite, apesar do discurso cientificista e positivista adotado pelo Estado brasileiro durante a Primeira República, a Igreja católica em Minas Gerais manteve "o seu domínio sobre o comportamento da família" e suas "articulações com a educação e a política", conservando "um lugar predominante" na educação pública até 1906.

### Educadora em Barbacena e primeiros escritos
Formou-se professora pela Escola Normal Municipal de Barbacena em 1904 e em 1908, foi diretora do Pedagogium. Como educadora, Maria Lacerda engajou-se nos esforços oficiais para enfrentar o analfabetismo através das campanhas nacionais de alfabetização e reformas educacionais, participando da Campanha Barbacense de Alfabetização e de trabalhos beneficentes na cidade.
Em 1912, enviou as suas primeiras crônicas para um jornal local. Logo após as suas primeiras publicações — de acordo com uma autobiografia publicada no periódico O Combate em agosto de 1929 —, Maria Lacerda iniciou uma "luta de ideias" com um familiar, que a censurava pedindo "mais moderação" e lhe afirmava que "certas verdades não se dizem". Em 1918, publicou o seu primeiro livro, Em torno da educação, constituído de crônicas e conferências que realizou em Barbacena sobre o tema, e a partir do qual estabeleceu contatos com intelectuais de Belo Horizonte, São Paulo, Santos e Rio de Janeiro. No mesmo período, iniciou correspondências com José Oiticica e Galeão Coutinho e conheceu as ideias pedagógicas da médica Maria Montessori e dos educadores anarquistas Paul Robin, Sebastien Faure e Francisco Ferrer y Guardia.
Ainda em Barbacena, Maria Lacerda esteve ligada a associações femininas e feministas. De acordo com a sua biógrafa Miriam Lichfitz Moreira Leite, Maria Lacerda "manifestara sua preocupação com a condição feminina e com as maneiras de transformá-la" desde 1919 e, nesse sentido, procurou "resolver o problema dos menores abandonados em Barbacena, despertando o interesse das alunas para a população desprovida de recursos" e divulgou "as iniciativas associativas de alguns movimentos feministas de que tinha notícia pelos periódicos das cidades maiores", incluindo os movimentos sufragistas do Rio de Janeiro e do exterior. Ao "entusiasmo pela defesa dos direitos da mulher à cidadania", Maria Lacerda uniu "o interesse pelo estudo da condição feminina". Seus escritos em Barbacena mantiveram a atenção voltada aos acontecimentos das grandes cidades, de onde vinham os periódicos, e enquanto "escrevia ou falava a suas alunas, estava frequentemente revelando as informações que as capitais lhe forneciam".
Em 1919, publicou Renovação e realizou as suas primeiras conferências fora de sua cidade. Em 1920, discursou na sede da Federação Operária Mineira (FOM) em Juiz de Fora e, em 1921, realizou uma conferência na cidade de Santos. Nas palavras de sua biógrafa, essas conferências "estabelecerão as pontes para a saída de Maria Lacerda de Barbacena".

### Contatos com o feminismo e o movimento operário em São Paulo

Retrato sob a guarda do Arquivo Nacional (Brasil).

Maria Lacerda mudou-se para a cidade de São Paulo em 1921, aos 34 anos. A mudança, de acordo com sua biógrafa, "a inseriu nos movimentos associativos femininos, que se multiplicaram e se diversificaram na década de 20". Ainda em Barbacena, ela se sentira atraída pelos movimentos feministas que buscavam uma saída para a situação "parasitária" e "dependente" da mulher brasileira. Segundo a historiadora Margareth Rago, "logo que chega a São Paulo", Maria Lacerda foi "convidada a unir-se à bióloga feminista Bertha Lutz" para a fundação da Federação Internacional Feminina, cujo programa consistia em "canalizar todas as energias femininas dispersas no sentido da cultura filosófica, sociológica, psicológica, ética, estética — para o advento da sociedade melhor". Como uma das responsáveis pelos estatutos da associação, fez constar uma cláusula tida como pioneira: "Trabalhar pela criação de uma cadeira de História da Mulher, sua evolução e sua missão social, em todas as escolas femininas". Ao mesmo tempo, também entrou em contato com o movimento trabalhista daquele período, colaborando com a imprensa operária e escrevendo para jornais como A Plebe, A Lanterna e O Trabalhador Gráfico. De acordo com Leite, Maria Lacerda encontrou na capital paulista um ambiente propício "para o desenvolvimento de suas ideias e ação educativa, fora dos quadros oficiais do Estado". Se manteve exercendo a docência particular e o jornalismo, contribuindo para a imprensa operária e para jornais independentes e progressistas, como O Combate, de São Paulo, A Tribuna, de Santos, e O Corymbo, de Rio Grande. Também publicou, em 1923, a revista cultural Renascença, que contou com a colaboração do artista Ângelo Guido, responsável pela seção "Livros Novos" e por sua programação visual. Ele também foi o responsável pela capa da primeira edição de Religião do amor e da beleza, livro publicado por Maria Lacerda em 1926. De acordo Leite, o contato com Guido também reforçou as "convicções teosóficas" de Maria Lacerda.
Embora tenha presidido a Federação Internacional Feminina entre 1921 e 1923, sua colaboração com o movimento feminista liberal não durou por muito tempo. O foco central do movimento de mulheres liderado por Bertha Lutz estava na luta pelo direito ao voto feminino, mas sem demonstrar muita preocupação com as trabalhadoras assalariadas brasileiras. Entendendo que a luta pelo direito ao voto "correspondia a uma parcela muito limitada das necessidades femininas", Maria Lacerda se afastou das feministas liberais. Contudo, Leite afirma que foi a partir da "participação e experiência com diferentes movimentos associativos femininos, bem como de sua vivência em comunidades e cidades de composição e densidade diferentes" que Maria Lacerda "reuniu material e refletiu sobre as diferentes condições e consequências de vida da mulher".
Maria Lacerda manteve uma atuação próxima aos anarquistas de São Paulo, especialmente junto às iniciativas culturais promovidas por eles. No entanto, também estabeleceu algumas polêmicas com os militantes libertários, após uma conferência pronunciada em 25 de agosto de 1923, em um festival do periódico A Plebe organizado pela União de Artífices em Calçados, onde discorreu sobre a obra educacional de Anatóli Lunatcharski, então ministro da União Soviética. Os anarquistas, que naquela altura haviam rompido com os comunistas, criticaram seu apoio implícito à União Soviética. No entanto, Maria Lacerda continuou colaborando com a imprensa libertária e ainda era convidada pelos anarquistas para pronunciar suas conferências. Sua colaboração junto aos libertários acentuou-se novamente na década de 1930, em campanhas antimilitaristas e na Liga Anticlerical.
Em 1926, conheceu o francês André Néblind, com quem colaborou e esteve sob influência até 1937, e entrou em contato com a obra do anarquista individualista francês Han Ryner. A obra de Han Ryner causou grande impacto em Maria Lacerda, que lhe trouxe, segundo suas palavras, "desejo maior de uma purificação interior bem mais alta", dando-lhe "a noção mais alta da liberdade ética... livre de escolas, livre de igrejas, livre de dogmas, livre de academias, livre de muletas, livre de prejuízos governamentais, religiosos e sociais".

### Experiência em Guararema, antifascismo e prolificidade intelectual
Entre 1928 e 1937, Maria Lacerda viveu em uma comunidade agrícola em Guararema, no interior de São Paulo, formada por anarquistas individualistas e desertores espanhóis, franceses e italianos da Primeira Guerra Mundial, para aí viver em liberdade e sem hierarquias, entre o trabalho manual e o intelectual ou entre homens e mulheres, recusando as normas tradicionais da sociedade e exercendo um pacifismo ativo, ao se opor a todas as formas de violência e de guerra ou ao serviço militar. O recolhimento de Maria Lacerda a Guararema, numa tentativa de participar dessa comunidade agrícola, vai corresponder ao seu período de maior produtividade intelectual, tanto em número de livros, artigos e conferências como em repercussão.
Em Guararema, Maria Lacerda pôs em prática a sua modalidade de educação racionalista, junto aos companheiros e seus filhos. Alfabetizava, ensinava história, lia poemas, explicava a natureza e os problemas sociais aos filhos dos colonos italianos, espanhóis e franceses, que aprendiam o francês na leitura e tinham horas fixas para falar italiano. Também manteve uma coluna semanal em O Combate, que unia diversas forças progressistas de São Paulo.
Em sua coluna semanal no periódico O Combate, desencadeou, em 1928, uma violenta polêmica com os jornais da colônia italiana em São Paulo, especialmente Il Piccolo e Fanfulla. Tratava-se de um texto sarcástico e imoderado a respeito das homenagens prestadas pela imprensa e pelo clero brasileiros a Del Prete, um ás da aviação italiano que morreu ao fazer um raid Roma-Natal. À crítica aos termos das homenagens ao aviador morto condenava os valores exaltados – a religião, a família e a pátria – uniu-se a reprovação à natureza militarista da viagem. Essa polêmica chegou a movimentar estudantes de direito, provocando comícios em sua defesa e resultando no empastelando de jornais. Os protestos também foram muitos. A Nota do Dia, Il Piccolo e Fanfulla revidaram em termos violentos e chulos às "blasfêmias proferidas". Maria Lacerda contou com a defesa solidária de O Combate.
No final da década de 1920 e início da década de 1930, ante os esforços de revitalização da Igreja católica e o desenvolvimento de grupos fascistas e integralistas, Maria Lacerda recrudesceu seu anticlericalismo e exerceu destacado ativismo antifascista e pacifista. Seu apoio à Liga Anticlerical fez com que proferisse diversas conferências a respeito da conquista da liberdade de consciência. Diante da notícia da fundação de um Partido Católico Brasileiro, por iniciativa do cardeal D. Sebastião Leme, a Coligação Nacional Pró-Estado Leigo foi mobilizada a fim de arregimentar as "consciências livres contra o fortalecimento das forças reacionárias da Igreja e do Estado". Foi através da Coligação que Maria Lacerda manteve, na década de 1930, seus maiores contatos com grupos intelectuais e políticos anticlericais declarados. Contra a guerra e o fascismo, realizou conferências em São Paulo, Sorocaba, Campinas, Santos, Rio de Janeiro, e, em 1929, no Uruguai e na Argentina, à convite da Liga Antifascista Italiana e a Liga Anti-imperialista Argentina. Na Argentina, conheceu o revolucionário brasileiro Luís Carlos Prestes, então exilado, e o entrevistou para uma matéria em O Combate. Em 1934 e 1935, escreveu, respectivamente, seus dois livros antifascistas, Clero e fascismo – horda de embrutecedores! e Fascismo – filho dilecto da Igreja e do capital. Ainda em 1935, rompeu com a Fraternidade Rosacruz, com a qual tinha certa proximidade, após saber que sua sede em Berlim havia sido cedida aos nazistas, e também participou do Comitê Feminino Contra a Guerra.
Embora seus livros Clero e fascismo e Fascismo – filho dilecto da Igreja e do capital tenham sido recebidos como forma de combate ao fascismo, também geraram polêmicas entre anarquistas e comunistas. No quinzenário anarquista A Plebe, foi criticada pela prolixidade, por inconsistência teórica e política, por imprecisões e contradições e, principalmente, pelo seu apoio implícito à União Soviética e ao comunismo, enquanto negava a existência de anarquistas, excetuando Jesus Cristo. Já seu pacifismo a afastou dos comunistas, para quem a propaganda pacifista escondia dentro de si “a grave insídia de tranquilizar e paralisar as energias revolucionárias de luta do proletariado".
Com a proclamação do Estado Novo, a repressão policial logo atingiu a comunidade de Guararema. Houve invasões de domicílio, apreensão e queima de livros, inquéritos, denúncias, prisões e deportações. Maria Lacerda manteve-se escondida na Freguesia da Escada durante meses e depois voltou a Barbacena, em 1937, para tentar recomeçar uma vida de professora de preparatórios, morando na antiga Rua da Morte, onde iniciou suas práticas e reflexões nas ciências ocultas.

### Últimos anos
Em 1938, mudou-se para o Rio de Janeiro, já com problemas de saúde. Inicialmente instalada em Copacabana, mudou-se para a Tijuca e depois para a Ilha do Governador, em 1942. Buscou refúgio no espiritualismo e viveu dando aulas no ensino comercial. O período carioca foi marcado pela leitura de horóscopos, na Rádio Mayrink Veiga, aplicando seus estudos de astrologia, e pela colaboração com o professor mineiro de comércio internacional, Aníbal Vaz de Melo, que a cita em Jesus Cristo, o maior dos anarquistas e O evangelho à luz da astrologia. Sua última conferência, O silêncio, foi pronunciada na Fraternidade Rosa-Cruz Antiqua, em 1944, onde discorreu sobre a obra de Pitágoras. Veio a falecer no ano seguinte, sem assistir ao fim da Segunda Guerra Mundial. Foi sepultada no Cemitério de São João Batista, no Rio de Janeiro.

### Vida pessoal
Casou-se em 1905 com o funcionário público Carlos Ferreira de Moura, com quem permaneceu até 1925 e manteve uma grande amizade até o fim de sua vida. Não teve filhos do casamento, mas em 1912, adotou Jair, um sobrinho, e Carminda, uma órfã carente. Em 1935, seu filho adotivo Jair havia ingressado na Ação Integralista Brasileira (AIB), causando-lhe grande desgosto. Repreendeu-o publicamente em uma carta aberta publicada no periódico A Lanterna, onde declarou: "Não lhe tiro o direito de ser livre. Mas toda a liberdade exclui o direito de oprimir o semelhante".
De 1926 a 1937, teve como companheiro o francês André Néblind, mentor da comunidade agrícola de Guararema, preso e deportado em 1937.

## Pensamento e obra
O pensamento e obra de Maria Lacerda permitem identificá-la com o anarquismo individualista. Ainda que tenha negado o rótulo de anarquista, assim como todos os outros sob os quais seus contemporâneos tentaram apresentá-la — feminista, reformista, comunista e sexóloga — e se recusado a participar de partidos ou estabelecer programas, acabou delimitando um, ainda que por negação, em 1935:
Abster-se de toda função pública de ordem administrativa, judiciária, militar; não ser prefeito, juiz, polícia, oficial, político ou carrasco. Não aceitar funções que possam prejudicar a terceiros. Não ser banqueiro, intermediário de negócios, explorador de mulheres, advogado, explorador de operário. Não ser operário de jornais clericais ou fascistas. Recusar ser o instrumento de iniquidades. Sacrificar o corpo, se for preciso — do número de coisas indiferentes para o estoico — a fim de não sacrificar a razão, a liberdade interior ou a consciência. Não denunciar, não julgar, não reconhecer nenhum ídolo. (...) Não matar. Resistência ativa, ação direta, a nova tática revolucionária de suprema resistência ao mal, a não violência.
As relações pessoais que manteve com militantes e intelectuais estabeleceram-se sempre em função da ação, em especial na educação, em campanhas anticlericais, pacifistas e antifascistas. Apesar da colaboração inicial com as feministas sufragistas, tornou-se uma crítica severa da democracia representativa, o que, junto ao anticlericalismo e a crença na educação como uma ferramenta transformadora da sociedade, a aproximou dos anarquistas. Para ela:
... já não é mais de votos que precisamos e sim de derrubar o sistema hipócrita, carcomido, das representações parlamentares escolhidas pelos pseudo-representantes do povo, sob a capa mentirosa do sufrágio, uma burla como todas as burlas dos nossos sistemas governamentais, uma superstição como tantas outras superstições arcaicas.
Maria Lacerda também contrapôs a pequena propriedade autogerida, sem exploração da mão de obra, ao capitalismo industrialista — uma posição típica do anarquismo individualista —, aspirando as trocas, sem dinheiro, pois considerava o capital financeiro uma das molas do comércio internacional, que financiava as guerras.
Percebe-se também uma confluência de posições radicais com suas convicções espiritualistas. Considerava-se uma individualista, adepta da "suprema resistência" e da não violência, citando Jesus Cristo, Leon Tolstoi e Mahatma Gandhi.
Sua obra, de modo geral, é caracterizada pelo teor doutrinário, prevalecendo o tom oratório de seus artigos e conferências, valendo-se de uma argumentação persuasiva, panfletária e eloquente. Suas conferências, livros e artigos eram todos revestidos de um intento educativo, propondo-se a divulgar conhecimentos, a fim de emancipar os indivíduos para o exercício do ideal humanitário.

### Feminismo
A partir de seu primeiro livro, Em torno da educação, publicado em 1918, Maria Lacerda começou a examinar a condição feminina e a bibliografia em português ou traduções existentes a respeito da mulher. Nas obras subsequentes passou a divulgar a luta pelo direito à cidadania, à educação; a necessidade de resistência à redução da vida da mulher ao papel de procriadora, aos preconceitos existentes contra a mulher escritora, à legitimação da inferioridade feminina na sociedade vigente; o direito ao amor e ao casamento por livre escolha, a necessidade da maternidade consciente, o problema da solteirona e da prostituta, as situações criadoras dos crimes passionais e as formas do trabalho doméstico e repercussões do trabalho assalariado feminino.
Embora em sua fase inicial tenha defendido a luta pelo sufrágio feminino, passou a entender que o direito de voto respondia a uma parcela muito limitada das necessidades femininas e que não representava um caminho para sua própria emancipação. Segundo Maria Lacerda,
O que a mulher altamente emancipada reivindica, na hora atual, não é o simples direito de voto – é muito mais do que isso. Não é a concessão política, a entrada no parlamento ou um cargo administrativo – o que aliás não revoluciona a questão da emancipação feminina. (…) E, por ventura, os homens não estão sacrificados? (…) Emancipar a mulher? Não! Emancipar o gênero humano!
Responsabilizou a sociedade burguesa e misógina pela subordinação feminina, afirmando que:
Mutilaram a mulher, através dos preconceitos e das convenções sociais: fizeram dela um ser incompleto e desgraçado no tipo solteirona e resolveram o problema sexual masculino, organizando o mercado das relações sexuais, a prostituição, os cabarets e cassinos, as casas de tolerância, os "recursos", os rendez-vous e o caftismo.
Para Maria Lacerda, na sociedade capitalista a mulher é duas vezes escrava, uma vez que seria domesticada pelo homem e ao mesmo tempo "escrava social de uma sociedade baseada no dinheiro e nos privilégios mantidos pela autoridade do Estado e pela força armada para defender o poder, o dominismo, o industrialismo monetário".
Maria Lacerda também assumiu uma postura anticlerical do maior radicalismo em seus trabalhos sobre a condição feminina, atribuindo ao clero católico, por seu poder junto às famílias e, em particular, junto às mulheres e às escolas, o exercício e a propagação da situação subserviente da mulher.
Por fim, contestou a ideia de que a mulher seria biologicamente e moralmente inferior ao homem em seu livro A mulher é uma degenerada?, escrito em resposta à A epilepsia e as pseudo-epilepsia, do médico português Miguel Bombarda, questionando a ideia da inferioridade cerebral das mulheres, em voga na época.

### Amor livre
Maria Lacerda foi uma crítica da moral sexual burguesa, que considerava repressiva e hipócrita, defendendo a educação sexual dos jovens, o amor livre, o direito ao prazer sexual, o divórcio e a maternidade consciente. Denunciou o "contrato sexual" implícito no contrato social, que exigiria o direito ao corpo e ao prazer sexual das mulheres. Segunda ela, a sociedade estabelece partilhas profundamente nocivas ao desenvolvimento humano, pois assentadas na escravidão da mulher e no servilismo dos fracos e, nesse sentido, o casamento monogâmico beneficiaria exclusivamente o homem, e não a mulher. Em Civilização – tronco de escravos, afirmou:
A monogamia indissolúvel, a família legal defensora da propriedade privada, defensora dos privilégios que constituem a nossa organização social de senhores e escravos, de exploradores e explorados é uma fraude e, como tal, incompatível com os direitos individuais, incompatível com a evolução para uma liberdade mais ampla, para uma noção mais larga do respeito devido aos direitos do semelhante.
Preocupou-se com a família e a prostituição e examinou-as como instituições sociais complementares, capazes de conter e reprimir a liberdade do corpo e do pensamento feminino. Enquanto atribuiu fundamentalmente à Igreja católica e ao Estado o poder implantador e fortalecedor de uma "família sagrada" e de uma "família profana".
Em Religião do amor e da beleza, contestou as hierarquias de gênero e propôs uma nova conduta sexual, em que a mulher pudesse ser elevada nos planos moral e espiritual, afirmando que “a mulher tem sido corpo apenas" e que "a alma feminina dorme na inconsciência de uma involução milenar”.
Apoiando-se na obra do anarquista individualista francês Han Ryner, Maria Lacerda pensou numa evolução humana possível apenas através do amor plural. O amor plural suprimiria os crimes passionais, as mentiras e concessões indignas do casamento monogâmico, exterminaria a prostituição e sua exploração econômica. Podendo escolher o companheiro e capaz de se bastar na luta pela subsistência, a mulher seria livre e feliz. Procurou diferenciar a ideia amor plural da de amor pluralista, defendida por outro anarquista individualista francês, Émile Armand:
... o amor plural é sempre, tanto para o homem como para a mulher, o desabrochar da liberdade, da sabedoria e do individualismo. Mas a camaradagem amorosa de “L’Ellébore” ou vossa “Fraternidade do Amor”, esse contrato que esposa um grupo inteiro, conhecidos e desconhecidos, é infinitamente mais servil que o contrato banal e o casamento diante de um ventre enfaixado de tricolor.
Ainda que tenha reconhecido avanços nos campos da educação e da condição feminina na Rússia após a Revolução de 1917, questionou as concepções amorosas da comunista russa Alexandra Kollontai, líder da Oposição Operária do Partido Bolchevique, que conhecera através da tradução de A nova mulher e a moral sexual, especialmente no que dizia respeito à organização da vida amorosa. Para Maria Lacerda, "sonhar com o domínio de um partido ou de uma ideologia para todo o orbe e organizar o amor segundo os interesses desse partido ou dessa classe ou ideologia" seria "sufocar a liberdade", "forjar e cultivar a luta sem tréguas, desprezar as experiências do passado e conservar indefinidamente o mesmo caos social". Segundo ela, homens e mulheres encontrariam "nas leis biológicas e nas necessidades afetivas e espirituais, o seu caminho, a sua verdade e a sua vida".

### Antifascismo
Maria Lacerda exerceu um destacado ativismo antifascista, e manifestou mais frequentemente oposição ao fascismo italiano e a seus processos violentos de manipulação e repressão, sem deixar de exprimir o repúdio ao integralismo brasileiro e ao nazismo alemão. O paralelo que estabeleceu entre os métodos fascistas de ação e os métodos inquisitoriais da Contrarreforma fortaleceu o seu anticlericalismo. Ela via no fascismo uma forma de concentração do capital sempre ligada à hierarquia tentacular do clero católico. Explicava assim sua capacidade ofensiva, considerando a aliança entre Igreja e Estado perigosa e sinistra. Em diversos momentos tentou esboçar a origem do fascismo na repressão das necessidades e impulsos pelas funções autoritárias da família e da Igreja.
Em sua obra Clero e fascismo, deu ênfase ao caráter trágico e ameaçador do fascismo italiano. O livro é composto por vários artigos e conferências e discorre sobre diversos aspectos do fascismo: sua origem intelectual, marcos de sua expansão, as contradições e o oportunismo nos discursos de Mussolini e a aliança do fascismo com o papado. Em Fascismo – filho dilecto da Igreja e do capital, discorreu sobre os instrumentos de poder e repressão da Igreja, procurando mostrar a ideologia fascista como expressão de uma nova Contrarreforma, capaz de engendrar uma Inquisição com recursos multiplicados, para fazer frente a revolução social.

### Pacifismo
Junto ao seu ativismo antifascista, Maria Lacerda também advogou o pacifismo. Segunda ela, a guerra seria o resultado inevitável da política fascista. Inspirada em Tolstoi, Mahatma Gandhi e Romain Rolland, Maria Lacerda escreveu diversos artigos sobre aspectos da guerra, fez conferências e assinou manifestos chamando a atenção pública para seus perigos e a necessidade de romper a mística de sua inevitabilidade e denunciou as conquistas do capitalismo e da ciência aplicadas ao extermínio humano. Propôs à mulher um papel decisivo contra as guerras, de recusa aos serviços diretos e indiretos aos preparativos e aos combatentes e a greve dos ventres, impedindo o nascimento de uma população que o Estado incorporaria aos exércitos. Foi adepta da resistência não violenta, considerando o uso da força para resistir à força um mal maior. A violência revolucionária era considerada um método não apropriado para a transformação social, uma vez que para ela, a "questão social é precisamente a supressão de toda violência, de toda autoridade". Para ela,
A "suprema resistência ou não violência ou não cooperação é o único e último caminho aberto para novos destinos humanos. É a "ação direta", é uma ação e a mais potente como a mais nova das ações, no dizer de Romain Rolland. Não é a resignação passiva, é justamente a atitude do verdadeiro combate, é o combate contra as tiranias anteriores, e o combate das almas, a luta no campo mais alto das ideias e dos sentimentos humanos – que a humanidade atravessa a crise suprema de um passado fossilizado, de cadáveres insepultos e de uma possibilidade luminosa, debatendo-se no meio dos crimes e dos erros de lesa-felicidade de todo o gênero humano.
Em seu ativismo pacifista, Maria Lacerda divulgou sistematicamente as formas de oposição e de precipitação da guerra; a recusa ao serviço militar, a objeção de consciência; os imperialismos europeu e norte-americano na América Latina; a invasão da Abissínia pela Itália; os recursos da química, da física e da bacteriologia aplicados ao que chamou de "Internacional Armamentista", e o poder e interesse das finanças internacionais em conflitos nacionais.

### Educação
Maria Lacerda se identificou com aqueles que viam na educação um processo de modificação da sociedade. A doutrina da não violência, de que foi adepta, converteu a educação em seu processo de luta social. Adotou o discurso e prática pedagógica dos anarquistas, que justapôs à ideologia dominante. Percebe-se em seus escritos a influência da pedagogia racionalista de Francisco Ferrer y Guardia:
A educação científica e racional para ambos os sexos, é o mais perfeito instrumento de liberdade. É a extinção da miséria universal, é o acúmulo de riquezas, é a contribuição para a solidariedade – a moral do futuro. (…) Enquanto a percentagem de analfabetos for a que conhecemos em todos os países, e enquanto a instrução permanecer o que é e acessível apenas a uma parte da humanidade, enquanto o proletariado não cuidar das suas escolas, sua cultura, num surto titânico contra a exploração do homem pelo homem, – inútil pensar na equidade social porquanto haverá sempre uma facção mais esperta a qual tomará as rédeas dos governos e os lugares privilegiados, em detrimento de outros sonhos mais altos. É preciso, pois, a mentalidade individual, a noção de responsabilidade.
Considerava “a escola atual” um “instrumento reacionário do passado conservador e rotineiro”, “inimiga da civilização de liberdade e continuadora da escravidão feminina”. Acreditava que a educação feminina estimularia as mulheres à participação social, rompendo o servilismo e a reclusão.

## Reconhecimento e legado
Ao longo de sua vida, Maria Lacerda adotou posições bastante avançadas, em muitos aspectos similares àquelas das feministas da década de 1960, em especial no que diz respeito à crítica da moral burguesa e a ideologia da domesticidade, problematizando abertamente questões como a sexualidade, a exclusão das mulheres da vida pública, sua identificação à natureza e seu confinamento na esfera privada. Além dos diversos livros, artigos e folhetos em que denunciava as múltiplas formas da dominação burguesa, da opressão masculina e da exploração capitalista do trabalho, vários de seus textos foram publicados em revistas anarquistas da Espanha e da Argentina nas décadas de 1920 e 1930, entre elas, Estudios e La Revista Blanca.
Com o crescente interesse nos estudos de gênero no Brasil a partir da década de 1980, a vida e obra de Maria Lacerda de Moura foram redescobertas com a publicação da biografia de Miriam Moreira Leite, em 1984. A partir daí, vários estudos sobre sua obra vêm sendo realizados nas diversas áreas das ciências humanas. Em 2003, o Laboratório de Imagem e Som em Antropologia da Universidade de São Paulo (USP) realizou um documentário de trinta minutos, intitulado Maria Lacerda de Moura – Trajetória de uma rebelde, e em 2005, por iniciativa de sua biógrafa Miriam Moreira Leite, uma antologia de escritos de Maria Lacerda de Moura foi publicada.
Sua figura vêm sendo reivindicada por mulheres, coletivos e organizações anarquistas e feministas no Brasil. Em 2010, a banda de punk rock brasileira Os Replicantes gravou uma música em homenagem à Maria Lacerda.